# Byxdress

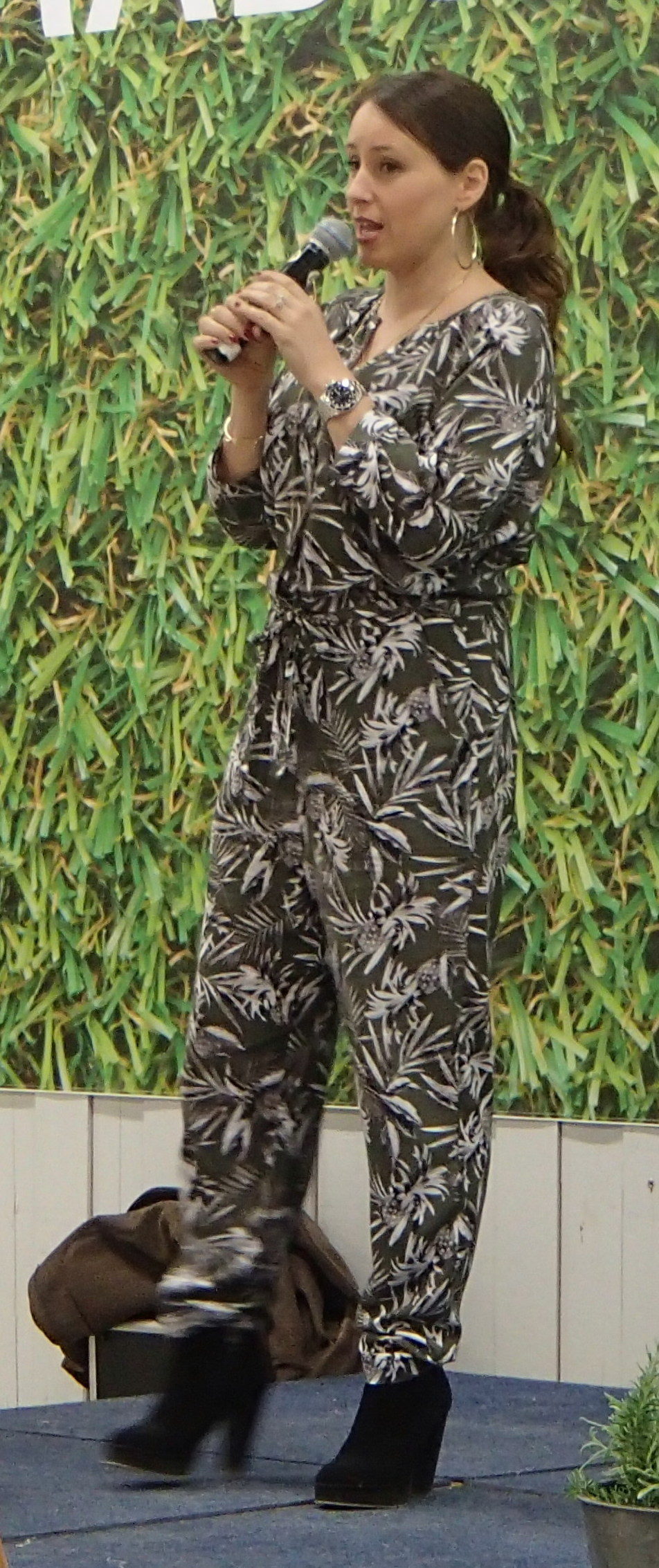
Doreen Månsson iklädd hel byxdress.

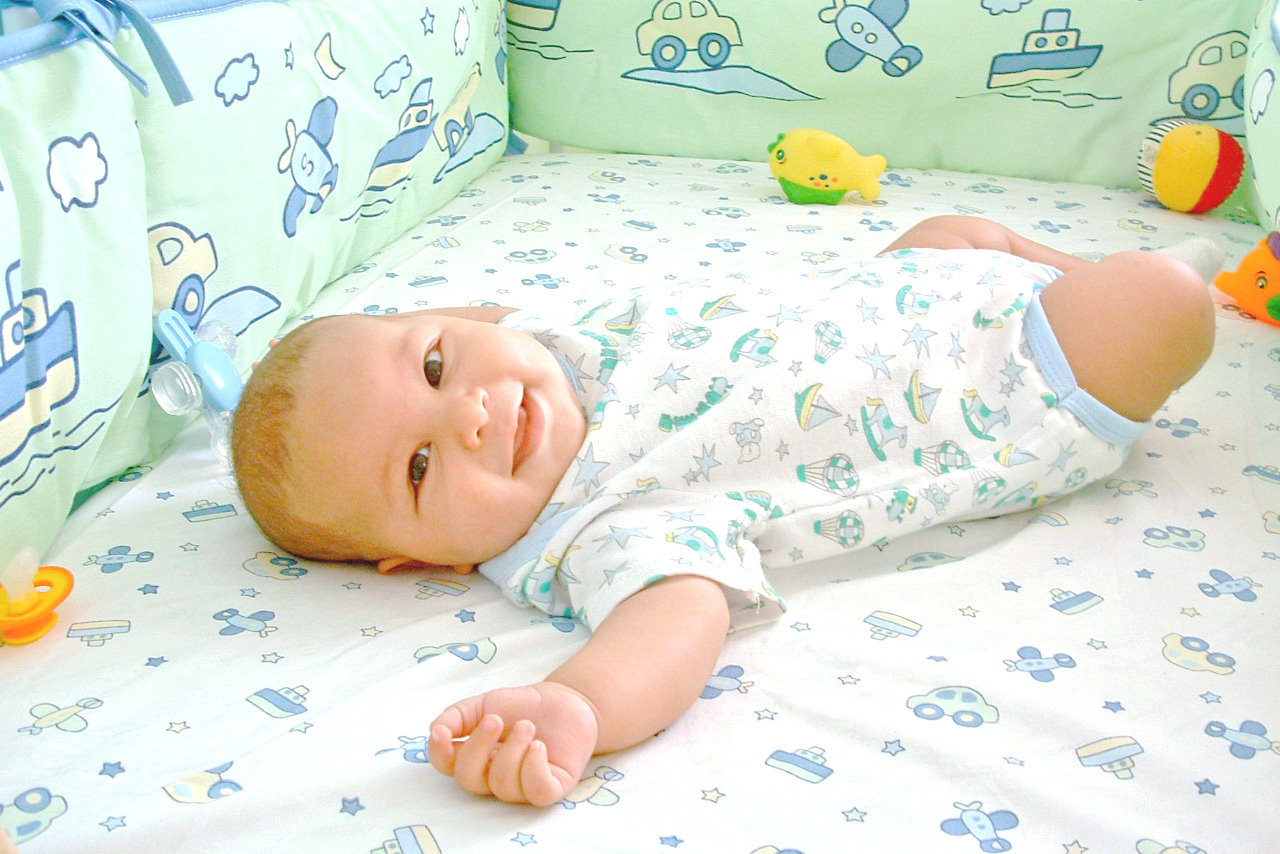
En sparkdräkt av det slag som ibland kallas byxdress.

En byxdress är en sorts kvinnlig klädsel. Termen används idag i två olika betydelser: Det kan syfta på en relativt formell klädsel bestående av matchande långbyxor, topp samt damkavaj eller kofta, men även på en modemässig klädsel bestående av en slags löst sittande overall med ibland axelbar överdel. Termen har framförallt tidigare även använts om lekkläder för små barn, sparkdräkter i ett stycke.
Den modemässiga byxdressen har blivit populär bland yngre kvinnor sedan omkring 2005. Den har fått betydande uppmärksamhet vid modevisningar och i modebloggar. Den engelska benämningen på detta plagg är romper suit eller jumpsuit.
När termen byxdress eller endast dress syftar på en flerdelad klädsel kan den användas i mer formell kontorsmiljö; den kan anses något mindre formell än dräkt. Byxdress är även ett alternativ till klänning vid en bjudning där klädkoden kavaj angivits; den är dock olämplig vid klädkoden mörk kostym.